# Godflesh
Godflesh ist eine britische Band.

## Geschichte
Godflesh wurde 1988 in Birmingham von Justin Broadrick und G. C. Green gegründet, die schon seit Justins 14. Lebensjahr gemeinsam Musik machten. Nach einigen Vorläufer-Projekten – Broadrick spielte anfangs bei Fall of Because und Napalm Death und wechselte anschließend zu Head of David – entstand Godflesh.
Die Band wurde stark von Gruppen wie den Swans, frühen Killing Joke, Black Sabbath und Throbbing Gristle beeinflusst. Godflesh griffen den schleppenden Noise-Rock-Stil der Swans und Broadricks Vorgänger-Band Head of David auf und erweiterten diesen um metal-lastige Gitarrenklänge und Elemente des Post-Industrial, was sich insbesondere durch die Hinzunahme von Sound- und Stimmeffekten und eines Drumcomputers äußerte. Dementsprechend zählte man Godflesh mit ihren Frühwerken Streetcleaner (1989) und Slavestate (1991) zum Industrial Metal. Speziell Streetcleaner gilt als einer der Wegbereiter des Genres.
Jedes ihrer Alben ist sehr verschieden gegenüber den übrigen Veröffentlichungen. Während man in älteren Alben auch Grindcore-Einflüsse hören kann, sind die späteren Werke permanenten Veränderungen unterworfen. Ab dem 1992er Album Pure verzichtete die Band weitgehend auf Post-Industrial-Elemente. Seit dieser Abkehr vom Industrial Metal widmete sie sich einer Stilistik, die sich mit dem US-amerikanischen Sludge-Sound vergleichen lässt. Ab 1996 experimentierte sie vermehrt mit Elementen des Hip-Hop, Dub und Breakbeat/Drum and Bass und veröffentlichte die Werke Songs of Love and Hate, Love and Hate in Dub und Us and Them.

„Techno und Hip Hop ist unserer Meinung nach die einzige moderne Musik, die sich mit dem Jetzt, der Zukunft und dem darüber Hinausgehenden befasst, während sogenannte moderne Rock- und Popmusik ausschließlich von der Vergangenheit vereinnahmt ist. Es gibt kaum noch Rock mit wirklicher Brutalität. Die finde ich heute eher in den Protesten des Hip Hop, und das schon seit einigen Jahren. Aus diesem Grund arbeiten wir auch mit dem Schlagzeuger Brian Mantia, weil wir genau diese Art von Groove für ‚Songs of Love and Hate‘ haben wollten.“

Mit dem 2001 veröffentlichten Album Hymns kehrte sie zu den Sludge-Klängen der Alben Selfless und Pure zurück.
Justin Broadrick unterhielt auch während seiner Arbeiten mit Godflesh viele Nebenprojekte wie z. B. Final, God, Ice, Techno Animal u. a. Nach dem letzten Album und einem Wechsel zu einer neuen Plattenfirma verließ G. C. Green die Band, und Justin Broadrick verkündete 2002 das Ende von Godflesh. Broadrick gründete noch vor dem Aus von Godflesh im Jahr 2001 die Post-Metal und Post-Rock-Band Jesu. Seit einem Auftritt auf dem Hellfest im Sommer 2010 sind Godflesh wieder aktiv.
Insbesondere mit ihrem Frühwerk beeinflussten Godflesh zahlreiche andere Metal-/Crossover-Bands, wie Fear Factory, Neurosis und Isis.

## Diskografie

### Studioalben
- 1989: Streetcleaner
- 1991: Slavestate
- 1992: Pure
- 1994: Selfless
- 1996: Songs of Love and Hate
- 1999: Us and Them
- 2001: Hymns
- 2014: A World Lit Only By Fire
- 2017: Post Self
- 2023: "Purge"

### EPs und Singles
- 1988: Godflesh (EP)
- 1991: Slateman
- 1991: Slavestate (EP)
- 1991: Slavestate Remixes (EP)
- 1992: Cold World (EP)
- 1993: Merciless (EP)
- 1994: Crush My Soul (EP)
- 1996: Slateman / Cold World (EP)
- 2000: Messiah (EP)
- 2014: Decline and Fall (EP)

### Kompilationen und Remix-Alben
- 1996: Selfless / Merciless (Wiederveröffentlichung der EP Merciless und des Albums Selfless als Kompilation)
- 1997: Love and Hate in Dub (Remix-Album zu Songs of Love and Hate)
- 2001: In All Languages (Best-of-Album)